# Cockburn Sound
Der Cockburn Sound ist eine 100 km² große Bucht des Indischen Ozeans vor der Westküste von Western Australia in Australien. 
Das Gewässer erstreckt sich von der Mündung des Swan River bei Fremantle bis zum Cape Peron bei Rockingham. Im Westen des Cockburn Sound liegen die Inseln Garden Island und Carnac Island. Der Schiffskanal Gage Roads befindet sich im Norden.
Die Stadt und Bucht wurden 1827 durch Kapitän James Stirling nach Admiral Sir George Cockburn benannt.

## Touristische Information
Die Bucht ist relativ gut vor Wind und Wellen geschützt; in ihr wird geangelt, geschnorchelt, Wasserski gefahren. Zahlreiche Sportschiffe bewegen sich in der Bucht.
Der Cockburn Sound ist bei Anglern sehr beliebt, denn es befinden sich dort zahlreiche Fische, vor allem im Süden wie Yellowtail, Samsonfisch (Seriola hippos), Makrelen und Thunfische, Mulloway (Argyrosomus japonicus), Australasian Snapper (Pagrus auratus) und weitere Fische.